# Ballet Folclórico de Chile

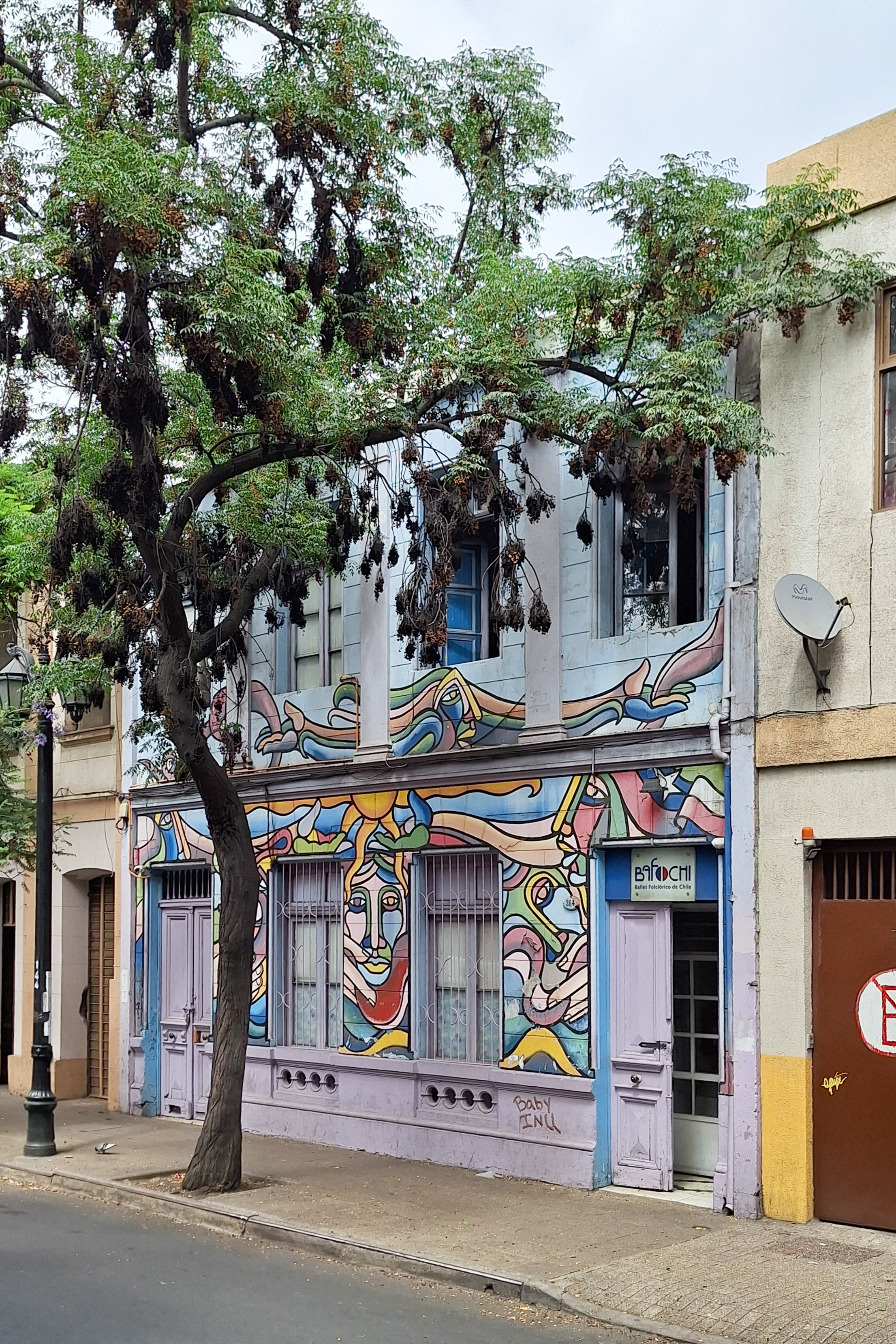
Sede del Ballet Folclórico Nacional de Chile, en Santiago.

El Ballet Folclórico de Chile, conocido por su acrónimo Bafochi, es un grupo de danza folclórico chileno, fundado el 21 de mayo de 1987 por Pedro Gajardo. Actualmente esta compañía cuenta con 3 elencos, Elenco Itinerante (Elenco Profesional que realiza funciones en el extranjero), Elenco Residente (tiene el rol de realizar las funciones dentro del territorio nacional) y Ballet Juvenil (preparatoria para elencos superiores), donde cada uno cuenta con músicos y bailarines.
En 2007 y 2008, fue premiado con la "Antorcha de plata" en el Festival Internacional de la Canción de Viña del Mar.
Bafochi tiene su origen en la inspiración de las diferentes culturas que conforman la nacionalidad del pueblo chileno. Emerge así un 21 de mayo de 1987, como una compañía artística independiente, llamada Ballet Folclórico de Chile - BAFOCHI.
Conforma la esencia de Bafochi, un alto porcentaje de raíz folclórica, elevado sentido del espectáculo, de carácter universal, que se transfiere y visualiza en cada una de sus obras, manteniendo viva las leyendas, ceremonias, tradiciones y costumbres, convirtiéndose de esta manera, en una real experiencia para el espectador.
El 13 de mayo de 1987, Pedro Gajardo Escobar es exonerado del Ministerio de Educación. El miércoles 21 de ese mismo mes, crea el Ballet Folclórico de Chile Bafochi. Fueron 15 los primeros integrantes de esta Compañía, 10 bailarines y 5 músicos.
El camino no fue fácil, pero la mística y el deseo de hacer las cosas diferentes en el campo de la música y la danza folclórica, permitió que desde esa fecha a la actualidad Bafochi haya realizado más de 5.500 presentaciones y mostrado su quehacer artístico en más de 1050 ciudades, de 48 países de Asia, África, América, Europa y Oceanía, donde ha obtenido más de 100 premios internacionales.
Con 36 años de historia, Bafochi logró conformar un sólido equipo, compuesto por una Academia con más de 1.000 alumnos y tres equipos superiores que les permiten proyectar el nivel artístico de la compañía con mucho optimismo. El Ballet Folclórico Juvenil de Chile, el Elenco Residente y el Elenco Itinerante son los responsables de la proyección artística llamada Bafochi.